# Estación de Bussy-Saint-Georges
La estación de Bussy-Saint-Georges es una estación de la Línea RER A, situada en Bussy-Saint-Georges, en el departamento de Seine-et-Marne en la región de Île-de-France.
Es una estación de la RATP servida por los trenes RER de la línea A.

## Historia
La estación de Bussy-Saint-Georges fue abierta en 1995 (les travaux débutent réellement en décembre 1995) para las nuevas zonas en desarrollo de Marne-la-Vallée, en especial la aglomeración de Bussy-Saint-Georges.

## La estación
La gare está servida por los trenes de la línea A del RER en el ramal A4 que va a Marne la Vallée - Chessy. 
En esta estación, al contrario que en el resto de la línea, no se puede cambiar de andén sin tener que volver a pasar por los torniquetes.

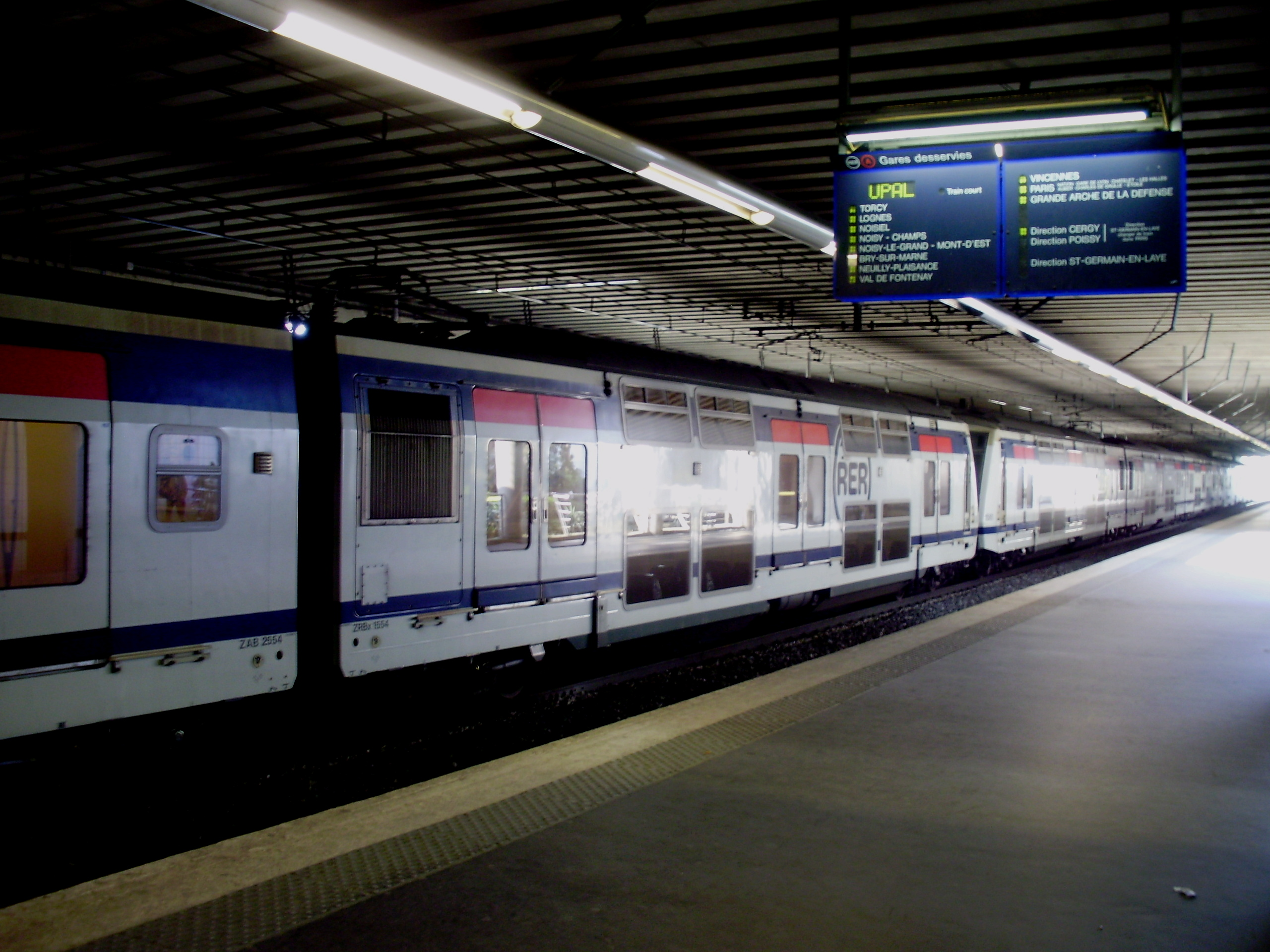

## Servicio
La estación de Bussy-Saint-Georges es servida por un tren cada 10 minutos (en cada sentido), de lunes a domingo. Por la tarde, de dos a cuatro trenes se paran cada hora.

## Correspondencias
- Bus 22 26 44
- Noctilien N130

## Uso de la estación

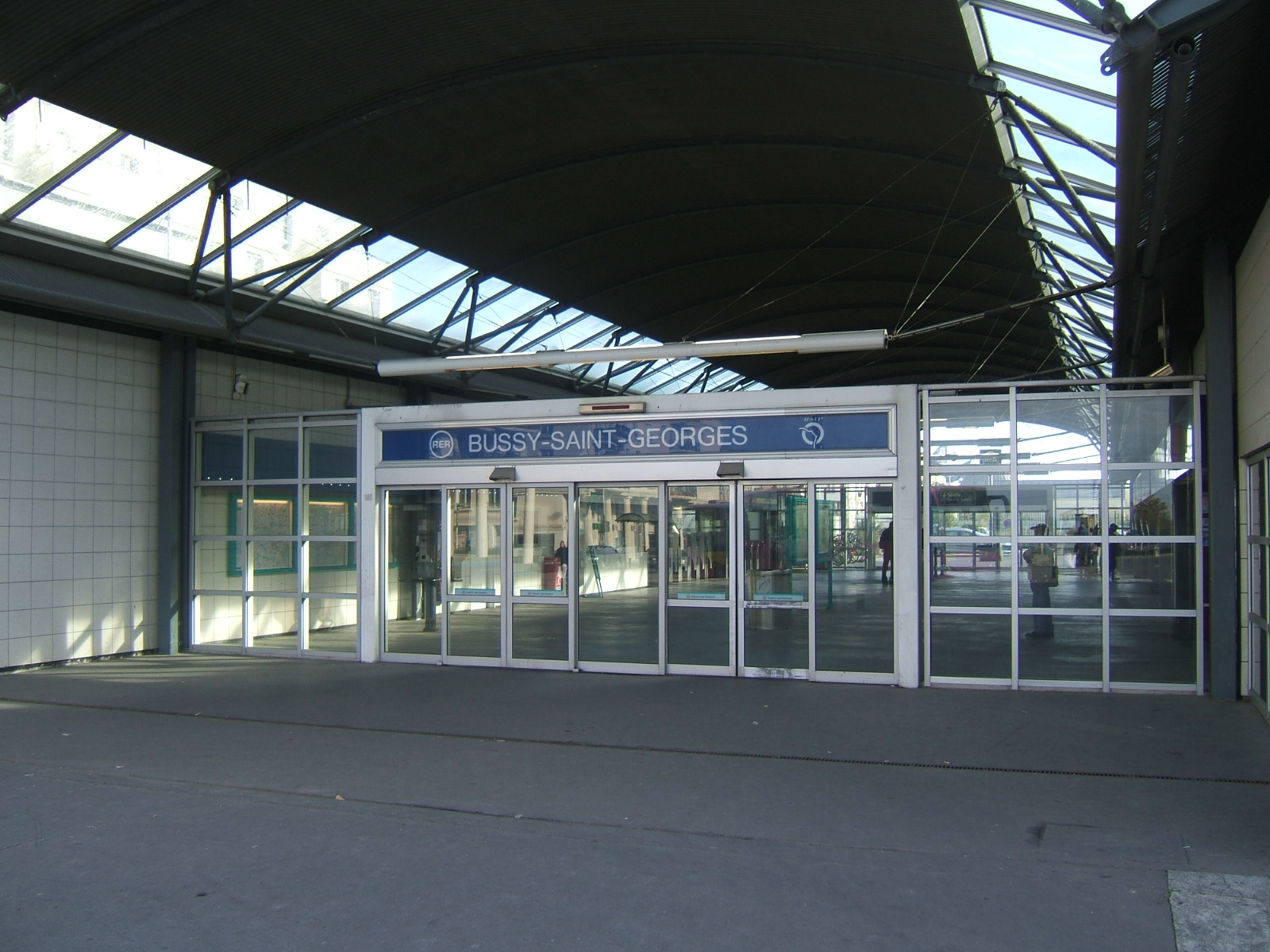
Entrada de la estación.

La estación de Bussy-Saint-Georges acoge más de 8500 viajeros a día.